# Ernest Gottlib de Mecklembourg
Le duc Ernest Gottlib Albert de Mecklembourg (27 août 1742 – 27 janvier 1814) est un membre de la Maison de Mecklembourg-Strelitz. Jeune fils de Charles-Louis-Frédéric de Mecklembourg-Strelitz, Ernest est le frère aîné de Charlotte de Mecklembourg-Strelitz, qui épouse le roi George III du Royaume-Uni en 1761. Ernest suit sa sœur en Angleterre, où il demande vainement en mariage une riche héritière, Marie Eleanor Bowes.
Ses dettes amènent plus tard Ernest à tenter un autre mariage avec une princesse de la Maison de Holstein-Gottorp, mais Charlotte réussit à l'en dissuader. Ernest devient finalement le gouverneur militaire de Celle dans l'Électorat de Hanovre, dont son beau-frère George III est à la tête. Ernest décède e 
en 1814, à l'âge de 71 ans, pendant le règne de George III, mais sous la régence de son neveu George IV.

## Biographie

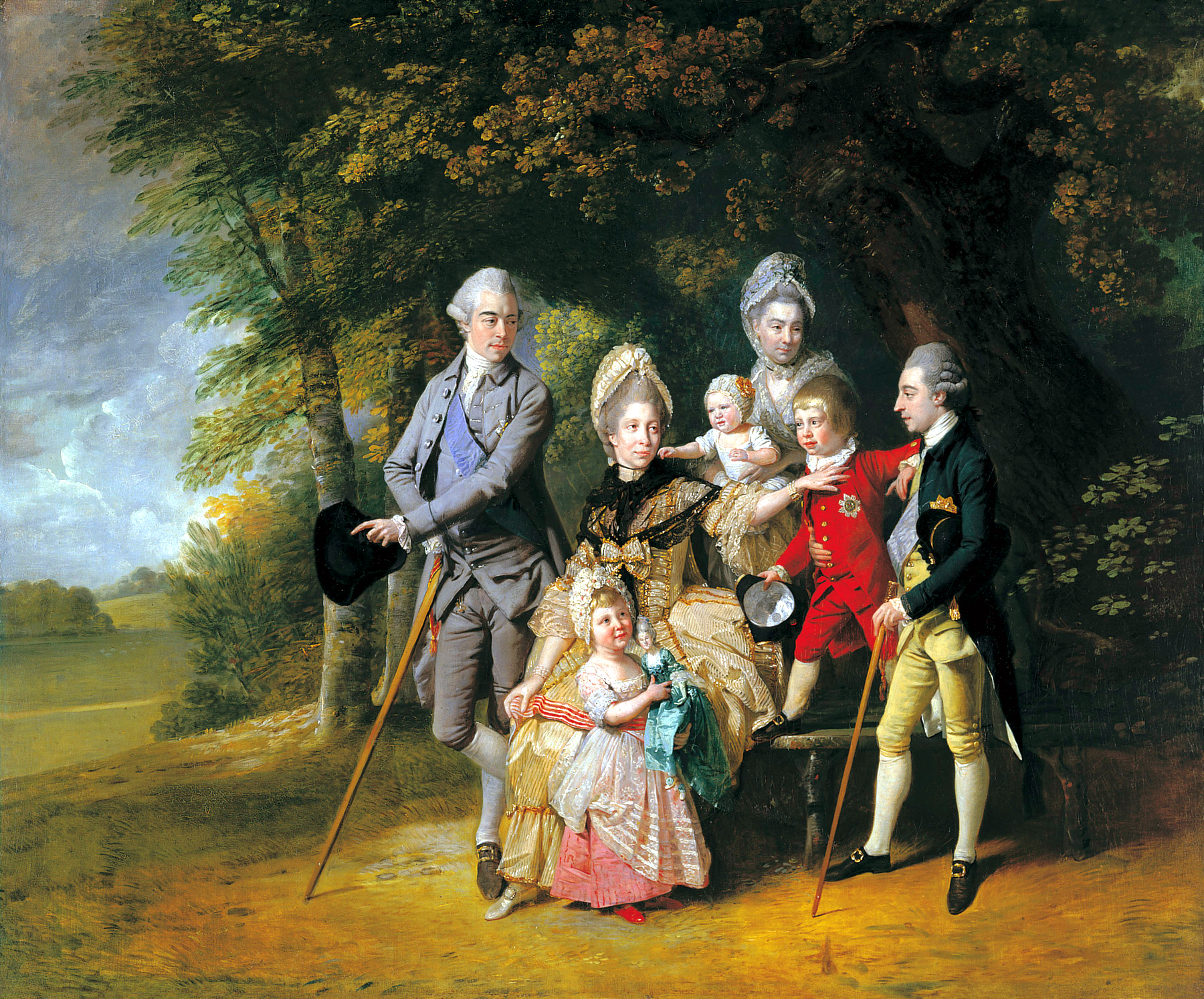
Ernest (à gauche) avec son frère Charles, sœur de Charlotte, et trois de ses enfants, le plus probable Charlotte, William et le bébé Ernest (organisé par le royal nounou, Lady Charlotte Finch). Ernest avait été baptisé en juillet 1771, avec son homonyme, le Prince Ernest, debout comme parrain. Peint par Johann Zoffany, c. 1771-72.

Ernest Gottlib Albert est le septième enfant et troisième fils de Charles-Louis-Frédéric de Mecklembourg-Strelitz et de son épouse Élisabeth-Albertine de Saxe-Hildburghausen. Sa jeune sœur de Charlotte épouse George III du Royaume-Uni en 1761, et Ernest la suit à Londres.
Ernest est décrit par le romancier Sarah Scott comme un "très joli sorte d'homme, avec une personnalité agréable." En mars 1762 Ernest est dit, selon Scott, être "tombé désespérément amoureux" de Mary Eleanor Bowes, la plus riche héritière de la Grande-Bretagne et, éventuellement, d'Europe. Scott spécule que si le mariage a lieu, Ernest pourrait devenir encore plus riche que son frère aîné Adolphe-Frédéric IV de Mecklembourg-Strelitz. Cependant, le roi George III refuse le mariage, comme il a refusé à son beau-frère de se marier avec une personne qui n'est pas de sang royal. Charlotte Papendiek, la maîtresse de la garde-robe de la reine Charlotte écrit plusieurs années plus tard que le mariage avait fait de lui un prince, en effet; mais comme il a un frère plus jeune, il aurait dérangé l'harmonie de la maison de Mecklembourg-Strelitz,. Ernest n'apparaît pas dans les lettres de Marie, et il ne semble pas probable qu'il y ait eu une affection réciproque.
À la fin de 1768 à la Maison de la Reine (aujourd'hui Palais de Buckingham), Ernest est inoculé aux côtés de son neveu le prince Guillaume (le futur roi Guillaume IV) contre la variole. Ernest est le parrain de son neveu, Ernest-Auguste. L'année suivante, Ernest et son frère Georges assistent à des observations du Transit de Vénus à l'Observatoire royal de Kew de Richmond-upon-Thames. Charlotte est restée proche de toute sa famille allemande tout en étant mariée. Comme son frère Charles II de Mecklembourg-Strelitz, Ernest bénéficie du mariage de Charlotte et est prmus au sein de l'armée hanovrienne, dont George III est à la tête. Ernest devient finalement le gouverneur militaire de Celle, à Hanovre, où il accueille la sœur de Georges III, Caroline-Mathilde à la fin de son mariage avec Christian VII de Danemark,,.
En 1782, Ernest tente de se marier avec une princesse de la Maison de Holstein-Gottorp, pour rembourser ses nombreuses dettes. Cependant, le fait qu'il est le troisième fils et l'oncle d'un héritier mâle limite ses possibles alliances dynastiques. Charlotte conseille à son frère d'abandonner son projet, comme la dot de la princesse en question ne serait pas suffisante pour régler ses dettes; en outre, ni elle ni son mari ne sont en mesure de l'aider financièrement. Elle espère que Christian VII de Danemark fournira une dot importante, car la princesse est un membre de sa maison, mais elle conclut que l'on ne peut blâmer Ernest s'il abandonne son projet. Ernest ne s'est donc jamais marié. Il est décédé le 27 janvier 1814 à l'âge de 71 ans.

## Sources
- Modèle:WWW-MV